# São Miguel do Fidalgo
São Miguel do Fidalgo är en kommun i Brasilien.   Den ligger i delstaten Piauí, i den östra delen av landet, 1 100 km nordost om huvudstaden Brasília. Antalet invånare är 2 976. Arean är 803 kvadratkilometer.
Terrängen i São Miguel do Fidalgo är huvudsakligen platt.
Omgivningarna runt São Miguel do Fidalgo är huvudsakligen savann. Runt São Miguel do Fidalgo är det mycket glesbefolkat, med 3 invånare per kvadratkilometer.